# Kup Maršala Tita 1974
La Kup Maršala Tita 1974 fu la 27ª edizione della Coppa di Jugoslavia. 3528 squadre parteciparono alle qualificazioni che portarono alle 32 che presero parte alla coppa vera e propria, che si disputò dall'11 agosto al 29 novembre 1974.
Fu la seconda, ed ultima, edizione disputata nel periodo autunnale (da agosto a novembre, con la finale il 29, Festa della Repubblica). Con l'edizione successiva si tornerà al consueto svolgimento da settembre a maggio, con la finale il Giorno della Gioventù, ovvero il 25.
Il trofeo fu vinto dal Hajduk Spalato (al terzo successo consecutivo), sconfiggendo in finale il Borac Banja Luka, squadra di seconda divisione. Per gli spalatini fu il quarto titolo in questa competizione, ed in questa occasione, nelle 5 partite realizzarono uno "score" di 14 reti segnate e nessuna subita.

Avendo l'Hajduk vinto anche il campionato, la finalista sconfitta Borac ottenne l'accesso alla Coppa delle Coppe 1975-1976.

## Il torneo
Come nelle edizioni precedenti, anche in questa non c'è stato un vincitore a sorpresa. L'avvenimento più sorprendente è avvenuto ai sedicesimi di finale, quando Stella Rossa, Partizan e Vojvodina sono stati eliminati.

Fra le protagoniste del torneo è risaltato il Borac Banja Luka (compagine di seconda divisione), giunto sino in finale. Oltre ad aver espugnato per 4–1 il campo della Stella Rossa, ha eliminato pure il Sarajevo e l'Olimpia Lubiana (ambedue ai rigori), ed in semifinale lo Željezničar per 2–1.

Una squadra di terza divisione, il Timok, dopo essere riuscito al eliminare nell'edizione precedente una squadra di prima come la Dinamo Zagabria, si è ripetuto quest'anno superando il Radnički Niš. Le altre squadre di terza che hanno partecipato erano Neretva Metković, Igman Ilidža, Borac Travnik e Bačka Subotica.

Nella finale ha prevalso la squadra con più esperienza: Hajduk-Borac 1–0.

Per l'Hajduk è stato il terzo successo consecutivo, eguagliando la Stella Rossa che ci riuscì nel 1948–1949–1950. Un altro record è stato vincere la coppa segnando 14 reti nelle 5 partite, senza subirne nessuna.

Il numero di squadre iscritte ha superato di gran lunga tutti i record precedenti, perché in questa stagione hanno partecipato 3528 squadre e, di queste, 32 si sono qualificate per la parte finale.

## Squadre qualificate
Le 18 partecipanti della Prva Liga 1973-1974 sono qualificate di diritto. Le altre 14 squadre (in giallo) sono passate attraverso le qualificazioni.

### Calendario
| Turno                | Gare        | Date              | Numero gare | Riduzione squadre |
| -------------------- | ----------- | ----------------- | ----------- | ----------------- |
| Sedicesimi di finale | Gara unica  | 11 agosto 1974    | 16          | 32 → 16           |
| Ottavi di finale     | Gara unica  | 11 settembre 1974 | 8           | 16 → 8            |
| Quarti di finale     | Gara unica  | 16 ottobre 1974   | 4           | 8 → 4             |
| Semifinali           | Gara unica  | 13 novembre 1974  | 2           | 4 → 2             |
| Finale               | Da definire | 29 novembre 1974  | 1           | 2 → 1             |

In finale, dal 1969 al 1986, vigeva la regola che:
- Se fossero giunte due squadre da fuori Belgrado, la finale si sarebbe disputata in gara unica nella capitale.
- Se vi fosse giunta una squadra di Belgrado, la finale si sarebbe disputata in due gare, con il ritorno nella capitale.
- Se vi fossero giunte due squadre di Belgrado, si sarebbe sorteggiato in quale stadio disputare la gara unica.
- Nelle edizioni del 1973 e del 1974, la finale a Belgrado si sarebbe disputata il 29 novembre, in concomitanza con la festa per la Festa della Repubblica

## Sedicesimi di finale
| Squadra 1           | Risultato             | Squadra 2               |
| ------------------- | --------------------- | ----------------------- |
| 11 agosto 1974      |                       |                         |
| (3) Bačka Subotica  | 1 – 0                 | Neretva Metković (3)    |
| (2) Bokelj          | 0 – 1 (dts)           | Olimpia Lubiana (1)     |
| (3) Borac Travnik   | 2 – 1 (dts)           | Metalac (x)             |
| (1) Dinamo Zagabria | 2 – 0                 | Radnički Kragujevac (1) |
| (1) Hajduk Spalato  | 3 – 0                 | Proleter Zrenjanin (1)  |
| (2) Maribor         | 1 – 1 (dts) (5-4 dtr) | Bor (1)                 |
| (2) Novi Sad        | 0 – 2                 | Velež Mostar (1)        |
| (1) OFK Belgrado    | 1 – 0                 | Karlovac (2)            |
| (2) Rabotnički      | 4 – 0                 | Čelik Zenica (1)        |
| (1) Stella Rossa    | 1 – 4                 | Borac Banja Luka (2)    |
| (1) Sarajevo        | 2 – 0                 | Igman Ilidža (3)        |
| (1) Sloboda Tuzla   | 2 – 1                 | Vojvodina (1)           |
| (3) Timok           | 1 – 0                 | Radnički Niš (1)        |
| (1) Vardar          | 1 – 0                 | Osijek (2)              |
| (2) NK Zagabria     | 2 – 0                 | Partizan (1)            |
| (1) Željezničar     | 4 – 0                 | Priština (2)            |

## Ottavi di finale
| Squadra 1            | Risultato             | Squadra 2          |
| -------------------- | --------------------- | ------------------ |
| 11 settembre 1974    |                       |                    |
| (3) Bačka Subotica   | 0 – 2                 | Hajduk Spalato (1) |
| (2) Borac Banja Luka | 0 – 0 (dts) (4-2 dtr) | Sarajevo (1)       |
| (1) Dinamo Zagabria  | 1 – 0                 | Borac Travnik (3)  |
| (1) OFK Belgrado     | 2 – 1                 | Maribor (2)        |
| (1) Olimpia Lubiana  | 1 – 1 (dts) (6-5 dtr) | Rabotnički (2)     |
| (3) Timok            | 2 – 5                 | Željezničar (1)    |
| (1) Vardar           | 3 – 0                 | Sloboda Tuzla (1)  |
| (1) Velež Mostar     | 2 – 1                 | NK Zagabria (2)    |

## Quarti di finale
| Squadra 1           | Risultato             | Squadra 2            |
| ------------------- | --------------------- | -------------------- |
| 16 ottobre 1974     |                       |                      |
| (1) Hajduk Spalato  | 3 – 0                 | OFK Belgrado (1)     |
| (1) Olimpia Lubiana | 2 – 2 (dts) (6-7 dtr) | Borac Banja Luka (2) |
| (1) Vardar          | 2 – 0                 | Dinamo Zagabria (1)  |
| (1) Željezničar     | 4 – 3 (dts)           | Velež Mostar (1)     |

## Semifinali
| Squadra 1            | Risultato | Squadra 2       |
| -------------------- | --------- | --------------- |
| 13 novembre 1974     |           |                 |
| (2) Borac Banja Luka | 2 – 1     | Željezničar (1) |
| (1) Hajduk Spalato   | 5 – 0     | Vardar (1)      |

## Finale
| Arbitro: | Miloš Čajić (Belgrado) |

|            |           |  |
| Boljat 39’ | Marcatori |  |

| Hajduk | Borac |

|                 |    |                 |          |
|                 |    |                 |          |
| P               | 1  | Rizah Mešković  |          |
| D               | 2  | Marin Kurtela   | Uscita   |
| D               | 3  | Vedran Rožić    |          |
| D               | 4  | Mario Boljat    |          |
| D               | 5  | Šime Luketin    |          |
| D               | 6  | Ivan Buljan     |          |
| A               | 7  | Slaviša Žungul  |          |
| C               | 8  | Dražen Mužinić  |          |
| C               | 9  | Branko Oblak    |          |
| A               | 10 | Jurica Jerković |          |
| A               | 11 | Ivica Šurjak    |          |
| A disposizione: |    |                 |          |
| D               | ?  | Joško Duplančić | Ingresso |
| Allenatore:     |    |                 |          |
| Tomislav Ivić   |    |                 |          |

|                 |    |                   |          |
|                 |    |                   |          |
| P               | 1  | Marijan Jantoljak |          |
| D               | 2  | Milan Vukelja     |          |
| D               | 3  | Hikmet Kušmić     |          |
| D               | 4  | Zvonimir Vidačak  |          |
| D               | 5  | Mario Brnjac      |          |
| C               | 6  | Dževad Kreso      |          |
| C               | 7  | Dušan Jurković    | Uscita   |
| C               | 8  | Zoran Smilevski   |          |
| A               | 9  | Miloš Cetina      | Uscita   |
| A               | 10 | Dragan Marjanović |          |
| A               | 11 | Abid Kovačević    |          |
| A disposizione: |    |                   |          |
| C               | ?  | Nenad Lazić       | Ingresso |
| A               | ?  | M. Ivanović       | Ingresso |
| Allenatore:     |    |                   |          |
| Boris Marović   |    |                   |          |